# 米利亞京 (羅夫諾州)
50°21′11″N 25°33′23″E / 50.35306°N 25.55639°E
米利亞京（羅馬化：Myliatyn）是烏克蘭西部羅夫諾州罗夫诺区奧斯特羅赫市鎮的村莊，2020年前为奧斯特羅赫區負責管轄，始建於1563年，面積2.17平方公里，海拔高度218米，2001年人口684，人口密度每平方公里315.1人。1944年2月，乌克兰第1方面军司令、苏联大将尼古拉·瓦图京在此被乌克兰反抗军伏击，不久后于基辅身亡。